# Библия Густава Вазы
Библия Густава Вазы (швед. Gustav Vasas bibel, иногда Vasabibeln, полное название Biblia, Thet är: All then Helgha Scrifft, På Swensko) — первый полный перевод Библии на шведский язык, который был сделан во время правления короля Густава Вазы. Перевод осуществлялся в два этапа: сначала, в 1526 был переведен Новый Завет, а в 1541 году была переведена вся Библия.

## История
В 1526 году свет увидел перевод Нового Завета на шведский язык, сделанный преимущественно Лаврентием Андре и Олавсом Петри. В 1541 году был завершён перевод всей Библии целиком, примером для которого послужил перевод 1534 года на немецкий язык, сделанный Мартином Лютером. В издании 1541 года был обработан и перевод Нового Завета, который однако отличался от издания 1526 года совсем незначительно. Для этого издания была создана комиссия во главе с архиепископом Лаурентием Петри. Следующие издания на шведском языке выходили в 1618 (Библия Густава II Адольфа) и в 1703 (Библия Карла XII).

## Значение для шведского языка
Библия Густава Вазы имела настолько важное значение для развития шведского языка, что границу между древнешведским и современным шведским языком стали проводить по 1526 — году издания перевода Нового Завета. В этом издании были, например, впервые введены буквы Ä и Ö, которые существуют и в современном шведском языке. Интересно, что перевод 1541 года иногда является даже более архаичным, чем перевод 1526 года: например, в нём выкорчевываются склонения (которые постепенно исчезли со шведского языка).

## Примеры
С «Thet Nyia Testamentit på Swensko» (1526):
Мф. 5:38, 42: «J haffuen hördt, ath thet är sagt / ögha för ögha / och tand för tand / Men iagh sägher idher / athi skolen ey stå thet onda emoot / vthan är thet så någhor slåår tigh wedh thet höghra kinbenet / så wendt honom och thet andra til / Och om någhor wil gå til retta medh tigh / och tagha tin kiortel j frå tigh / lät honom och haffua kåpona medh / Och om någhor nödhgar tigh ena milo / så gack twå medh honom / Geff honom som aff tigh bedhes / och wendt tigh ey j frå honom / som någhot wil läna aff tigh».
С полного перевода (1541):
«J haffuen hördt, at thet är sagdt, Ögha för ögha, Tand för tand. Men iagh sägher idher, at j skolen icke stå thet onda emoot, Vthan är thet så, at någhor slåår tigh widh thet höghra kindbenet, så wendt honom ock thet andta til. Och om någhor wil gå til retta medh tigh, och tagha tin kiortel jfrå tigh, lät honom ock haffua kåpona medh. Och om någhor nödhgar tigh ena milo, så gack twå medh honom. Giff honom som aff tigh bedhes, och wendt tigh icke jfrå honom, som någhot wil läna aff tigh».
По-русски:

Вы слышали, что сказано: око за око и зуб за зуб. А Я говорю вам: не противься злому. Но кто ударит тебя в правую щеку твою, обрати к нему и другую; и кто захочет судиться с тобою и взять у тебя рубашку, отдай ему и верхнюю одежду; и кто принудит тебя идти с ним одно поприще, иди с ним два. Просящему у тебя дай, и от хотящего занять у тебя не отвращайся.
— Мф. 5:38—42